# 木麻黃科
木麻黄科包括3-4属大约70种，主要分布在中南半岛、澳大利亚和太平洋岛屿一带，中国有引种，主要作为南方沿海防风固沙林带、盐碱地改良和干旱地区造林。
本科植物是优良的速生品种，根部有根瘤可以固氮，枝纤细，有密生的小节。叶鳞片状，多枚轮生，类似裸子植物门的麻黄所以得名；花单性，雌雄异株，雄花序穗状，雄花有1雄蕊和4小苞片；雌花序近头状，侧生枝上。果实近球形。
1981年的克朗奎斯特分类法将其单独分为一目—木麻黄目，1998年根据基因亲缘关系分类的APG 分类法将其合并到壳斗目。